# Aliance pro mír a svobodu
Aliance pro mír a svobodu (APF, anglicky Alliance for Peace and Freedom) je krajně pravicová evropská politická strana založená 4. února 2015. Hlavní členské strany byly zapojeny do dnes již zaniklé Evropské národní fronty.